# Tournoi de Londres de rugby à sept 2014
Navigation
2013 2015
Le Tournoi de Londres de rugby à sept 2014 est la neuvième et dernière étape de la saison 2013-2014 de l'IRB Sevens World Series. Elle se déroule sur deux jours les 10,  et 11 mai 2014 au stade de Twickenham de Londres en Angleterre.  L'équipe de Nouvelle-Zélande bat l'équipe d'Australie  sur le score de 52 à 33.

## Équipes participantes
Seize équipes participent au tournoi (quinze équipes permanentes plus une invitée) :
- Afrique du Sud
- Angleterre
- Argentine
- Australie
- Canada
- Écosse
- Espagne
- États-Unis
- France
- Fidji
- Pays de Galles
- Kenya
- Nouvelle-Zélande
- Portugal
- Samoa
- Japon (invitée)

## Phase de poules

### Poule A
| Rang | Pays             | J | V | N | D | Pm  | Pe | Diff | Pts |
| ---- | ---------------- | - | - | - | - | --- | -- | ---- | --- |
| 1    | Angleterre       | 3 | 3 | 0 | 0 | 60  | 27 | +33  | 9   |
| 2    | Nouvelle-Zélande | 3 | 2 | 0 | 1 | 101 | 25 | +76  | 7   |
| 3    | Argentine        | 3 | 1 | 0 | 2 | 48  | 78 | -30  | 5   |
| 4    | Pays de Galles   | 3 | 0 | 0 | 3 | 17  | 96 | -79  | 3   |

| 10 mai 2014 11 h 12 UTC±00:00 | Nouvelle-Zélande | 40 - 10 | Argentine | Stade de Twickenham, Londres |
| 10 mai 2014 11 h 12 UTC±00:00 |                  |         |           | Stade de Twickenham, Londres |
| 10 mai 2014 11 h 12 UTC±00:00 |                  |         |           | Stade de Twickenham, Londres |

| 10 mai 2014 11 h 34 UTC±00:00 | Angleterre | 14 - 10 | Pays de Galles | Stade de Twickenham, Londres |
| 10 mai 2014 11 h 34 UTC±00:00 |            |         |                | Stade de Twickenham, Londres |
| 10 mai 2014 11 h 34 UTC±00:00 |            |         |                | Stade de Twickenham, Londres |

| 10 mai 2014 14 h 18 UTC±00:00 | Nouvelle-Zélande | 49 - 0 | Pays de Galles | Stade de Twickenham, Londres |
| 10 mai 2014 14 h 18 UTC±00:00 |                  |        |                | Stade de Twickenham, Londres |
| 10 mai 2014 14 h 18 UTC±00:00 |                  |        |                | Stade de Twickenham, Londres |

| 10 mai 2014 14 h 40 UTC±00:00 | Angleterre | 31 - 5 | Argentine | Stade de Twickenham, Londres |
| 10 mai 2014 14 h 40 UTC±00:00 |            |        |           | Stade de Twickenham, Londres |
| 10 mai 2014 14 h 40 UTC±00:00 |            |        |           | Stade de Twickenham, Londres |

| 10 mai 2014 17 h 44 UTC±00:00 | Argentine | 33 - 7 | Pays de Galles | Stade de Twickenham, Londres |
| 10 mai 2014 17 h 44 UTC±00:00 |           |        |                | Stade de Twickenham, Londres |
| 10 mai 2014 17 h 44 UTC±00:00 |           |        |                | Stade de Twickenham, Londres |

| 10 mai 2014 18 h 06 UTC±00:00 | Nouvelle-Zélande | 12 - 15 | Angleterre | Stade de Twickenham, Londres |
| 10 mai 2014 18 h 06 UTC±00:00 |                  |         |            | Stade de Twickenham, Londres |
| 10 mai 2014 18 h 06 UTC±00:00 |                  |         |            | Stade de Twickenham, Londres |

### Poule B
| Rang | Pays       | J | V | N | D | Pm | Pe | Diff | Pts |
| ---- | ---------- | - | - | - | - | -- | -- | ---- | --- |
| 1    | Samoa      | 3 | 3 | 0 | 0 | 65 | 34 | +31  | 9   |
| 2    | Kenya      | 3 | 1 | 1 | 1 | 51 | 41 | +10  | 6   |
| 3    | Canada     | 3 | 1 | 1 | 1 | 51 | 55 | -4   | 6   |
| 4    | États-Unis | 3 | 0 | 0 | 3 | 34 | 71 | -37  | 3   |

| 10 mai 2014 09 h 00 UTC±00:00 | Canada | 12 - 19 | Samoa | Stade de Twickenham, Londres |
| 10 mai 2014 09 h 00 UTC±00:00 |        |         |       | Stade de Twickenham, Londres |
| 10 mai 2014 09 h 00 UTC±00:00 |        |         |       | Stade de Twickenham, Londres |

| 10 mai 2014 09 h 22 UTC±00:00 | Kenya | 22 - 5 | États-Unis | Stade de Twickenham, Londres |
| 10 mai 2014 09 h 22 UTC±00:00 |       |        |            | Stade de Twickenham, Londres |
| 10 mai 2014 09 h 22 UTC±00:00 |       |        |            | Stade de Twickenham, Londres |

| 10 mai 2014 12 h 06 UTC±00:00 | Canada | 22 - 19 | États-Unis | Stade de Twickenham, Londres |
| 10 mai 2014 12 h 06 UTC±00:00 |        |         |            | Stade de Twickenham, Londres |
| 10 mai 2014 12 h 06 UTC±00:00 |        |         |            | Stade de Twickenham, Londres |

| 10 mai 2014 12 h 28 UTC±00:00 | Kenya | 12 - 19 | Samoa | Stade de Twickenham, Londres |
| 10 mai 2014 12 h 28 UTC±00:00 |       |         |       | Stade de Twickenham, Londres |
| 10 mai 2014 12 h 28 UTC±00:00 |       |         |       | Stade de Twickenham, Londres |

| 10 mai 2014 15 h 32 UTC±00:00 | Samoa | 27 - 10 | États-Unis | Stade de Twickenham, Londres |
| 10 mai 2014 15 h 32 UTC±00:00 |       |         |            | Stade de Twickenham, Londres |
| 10 mai 2014 15 h 32 UTC±00:00 |       |         |            | Stade de Twickenham, Londres |

| 10 mai 2014 15 h 54 UTC±00:00 | Canada | 17 - 17 | Kenya | Stade de Twickenham, Londres |
| 10 mai 2014 15 h 54 UTC±00:00 |        |         |       | Stade de Twickenham, Londres |
| 10 mai 2014 15 h 54 UTC±00:00 |        |         |       | Stade de Twickenham, Londres |

### Poule C
| Rang | Pays      | J | V | N | D | Pm | Pe  | Diff | Pts |
| ---- | --------- | - | - | - | - | -- | --- | ---- | --- |
| 1    | Australie | 3 | 3 | 0 | 0 | 88 | 12  | +76  | 9   |
| 2    | Fidji     | 3 | 2 | 0 | 1 | 93 | 31  | +62  | 7   |
| 3    | Espagne   | 3 | 1 | 0 | 2 | 34 | 88  | -54  | 5   |
| 4    | Japon     | 3 | 0 | 0 | 3 | 21 | 105 | -84  | 3   |

| 10 mai 2014 09 h 44 UTC±00:00 | Fidji | 38 - 0 | Espagne | Stade de Twickenham, Londres |
| 10 mai 2014 09 h 44 UTC±00:00 |       |        |         | Stade de Twickenham, Londres |
| 10 mai 2014 09 h 44 UTC±00:00 |       |        |         | Stade de Twickenham, Londres |

| 10 mai 2014 10 h 06 UTC±00:00 | Australie | 28 - 0 | Japon | Stade de Twickenham, Londres |
| 10 mai 2014 10 h 06 UTC±00:00 |           |        |       | Stade de Twickenham, Londres |
| 10 mai 2014 10 h 06 UTC±00:00 |           |        |       | Stade de Twickenham, Londres |

| 10 mai 2014 12 h 50 UTC±00:00 | Fidji | 43 - 7 | Japon | Stade de Twickenham, Londres |
| 10 mai 2014 12 h 50 UTC±00:00 |       |        |       | Stade de Twickenham, Londres |
| 10 mai 2014 12 h 50 UTC±00:00 |       |        |       | Stade de Twickenham, Londres |

| 10 mai 2014 13 h 12 UTC±00:00 | Australie | 36 - 0 | Espagne | Stade de Twickenham, Londres |
| 10 mai 2014 13 h 12 UTC±00:00 |           |        |         | Stade de Twickenham, Londres |
| 10 mai 2014 13 h 12 UTC±00:00 |           |        |         | Stade de Twickenham, Londres |

| 10 mai 2014 16 h 16 UTC±00:00 | Espagne | 34 - 14 | Japon | Stade de Twickenham, Londres |
| 10 mai 2014 16 h 16 UTC±00:00 |         |         |       | Stade de Twickenham, Londres |
| 10 mai 2014 16 h 16 UTC±00:00 |         |         |       | Stade de Twickenham, Londres |

| 10 mai 2014 16 h 38 UTC±00:00 | Fidji | 12 - 24 | Australie | Stade de Twickenham, Londres |
| 10 mai 2014 16 h 38 UTC±00:00 |       |         |           | Stade de Twickenham, Londres |
| 10 mai 2014 16 h 38 UTC±00:00 |       |         |           | Stade de Twickenham, Londres |

### Poule D
| Rang | Pays           | J | V | N | D | Pm  | Pe  | Diff | Pts |
| ---- | -------------- | - | - | - | - | --- | --- | ---- | --- |
| 1    | Afrique du Sud | 3 | 3 | 0 | 0 | 116 | 26  | +90  | 9   |
| 2    | France         | 3 | 2 | 0 | 1 | 80  | 71  | +9   | 7   |
| 3    | Écosse         | 3 | 1 | 0 | 2 | 53  | 45  | +8   | 5   |
| 4    | Portugal       | 3 | 0 | 0 | 3 | 26  | 133 | -107 | 3   |

| 10 mai 2014 10 h 28 UTC±00:00 | Écosse | 10 - 14 | France | Stade de Twickenham, Londres |
| 10 mai 2014 10 h 28 UTC±00:00 |        |         |        | Stade de Twickenham, Londres |
| 10 mai 2014 10 h 28 UTC±00:00 |        |         |        | Stade de Twickenham, Londres |

| 10 mai 2014 10 h 50 UTC±00:00 | Afrique du Sud | 43 - 7 | Portugal | Stade de Twickenham, Londres |
| 10 mai 2014 10 h 50 UTC±00:00 |                |        |          | Stade de Twickenham, Londres |
| 10 mai 2014 10 h 50 UTC±00:00 |                |        |          | Stade de Twickenham, Londres |

| 10 mai 2014 13 h 34 UTC±00:00 | Écosse | 31 - 5 | Portugal | Stade de Twickenham, Londres |
| 10 mai 2014 13 h 34 UTC±00:00 |        |        |          | Stade de Twickenham, Londres |
| 10 mai 2014 13 h 34 UTC±00:00 |        |        |          | Stade de Twickenham, Londres |

| 10 mai 2014 13 h 56 UTC±00:00 | Afrique du Sud | 47 - 7 | France | Stade de Twickenham, Londres |
| 10 mai 2014 13 h 56 UTC±00:00 |                |        |        | Stade de Twickenham, Londres |
| 10 mai 2014 13 h 56 UTC±00:00 |                |        |        | Stade de Twickenham, Londres |

| 10 mai 2014 17 h 00 UTC±00:00 | France | 59 - 14 | Portugal | Stade de Twickenham, Londres |
| 10 mai 2014 17 h 00 UTC±00:00 |        |         |          | Stade de Twickenham, Londres |
| 10 mai 2014 17 h 00 UTC±00:00 |        |         |          | Stade de Twickenham, Londres |

| 10 mai 2014 17 h 22 UTC±00:00 | Écosse | 12 - 26 | Afrique du Sud | Stade de Twickenham, Londres |
| 10 mai 2014 17 h 22 UTC±00:00 |        |         |                | Stade de Twickenham, Londres |
| 10 mai 2014 17 h 22 UTC±00:00 |        |         |                | Stade de Twickenham, Londres |

## Phase finale
Résultats de la phase finale.

### Tournois principaux

#### Cup
|  | Quarts de finale                | Quarts de finale                |                                 |                                 | Demi-finales                    | Demi-finales                    |    |  | Finale                          | Finale                          |
|  | Quarts de finale                | Quarts de finale                |                                 |                                 | Demi-finales                    | Demi-finales                    |    |  | Finale                          | Finale                          |
|  |                                 |                                 |                                 |                                 |                                 |                                 |    |  |                                 |                                 |
|  | 11 mai 2014 - 10 h 28 UTC±00:00 | 11 mai 2014 - 10 h 28 UTC±00:00 |                                 |                                 | 11 mai 2014 - 14 h 18 UTC±00:00 | 11 mai 2014 - 14 h 18 UTC±00:00 |    |  | 11 mai 2014 - 17 h 02 UTC±00:00 | 11 mai 2014 - 17 h 02 UTC±00:00 |
|  | 11 mai 2014 - 10 h 28 UTC±00:00 | 11 mai 2014 - 10 h 28 UTC±00:00 |                                 |                                 | 11 mai 2014 - 14 h 18 UTC±00:00 | 11 mai 2014 - 14 h 18 UTC±00:00 |    |  | 11 mai 2014 - 17 h 02 UTC±00:00 | 11 mai 2014 - 17 h 02 UTC±00:00 |
|  | Angleterre                      | 19                              |                                 |                                 | 11 mai 2014 - 14 h 18 UTC±00:00 | 11 mai 2014 - 14 h 18 UTC±00:00 |    |  | 11 mai 2014 - 17 h 02 UTC±00:00 | 11 mai 2014 - 17 h 02 UTC±00:00 |
|  | Angleterre                      | 19                              |                                 |                                 | 11 mai 2014 - 14 h 18 UTC±00:00 | 11 mai 2014 - 14 h 18 UTC±00:00 |    |  | 11 mai 2014 - 17 h 02 UTC±00:00 | 11 mai 2014 - 17 h 02 UTC±00:00 |
|  | France                          | 17                              |                                 |                                 | 11 mai 2014 - 14 h 18 UTC±00:00 | 11 mai 2014 - 14 h 18 UTC±00:00 |    |  | 11 mai 2014 - 17 h 02 UTC±00:00 | 11 mai 2014 - 17 h 02 UTC±00:00 |
|  | France                          | 17                              | Angleterre                      | 12                              |                                 |                                 |    |  | 11 mai 2014 - 17 h 02 UTC±00:00 | 11 mai 2014 - 17 h 02 UTC±00:00 |
|  | 11 mai 2014 - 10 h 50 UTC±00:00 |                                 | Angleterre                      | 12                              |                                 |                                 |    |  | 11 mai 2014 - 17 h 02 UTC±00:00 | 11 mai 2014 - 17 h 02 UTC±00:00 |
|  |                                 | Australie                       | 15                              |                                 |                                 |                                 |    |  | 11 mai 2014 - 17 h 02 UTC±00:00 | 11 mai 2014 - 17 h 02 UTC±00:00 |
|  | Australie                       | Australie                       | 15                              | 12                              |                                 |                                 |    |  | 11 mai 2014 - 17 h 02 UTC±00:00 | 11 mai 2014 - 17 h 02 UTC±00:00 |
|  | Australie                       |                                 |                                 | 12                              |                                 |                                 |    |  | 11 mai 2014 - 17 h 02 UTC±00:00 | 11 mai 2014 - 17 h 02 UTC±00:00 |
|  | Kenya                           | 5                               |                                 |                                 |                                 |                                 |    |  | 11 mai 2014 - 17 h 02 UTC±00:00 | 11 mai 2014 - 17 h 02 UTC±00:00 |
|  | Kenya                           | 5                               | Australie                       | 33                              |                                 |                                 |    |  |                                 |                                 |
|  | 11 mai 2014 - 11 h 12 UTC±00:00 |                                 | Australie                       | 33                              |                                 |                                 |    |  |                                 |                                 |
|  |                                 | Nouvelle-Zélande                | 52                              |                                 |                                 |                                 |    |  |                                 |                                 |
|  | Afrique du Sud                  | Nouvelle-Zélande                | 52                              | 5                               |                                 |                                 |    |  |                                 |                                 |
|  | Afrique du Sud                  | 11 mai 2014 - 14 h 40 UTC±00:00 |                                 | 5                               |                                 |                                 |    |  |                                 |                                 |
|  | Nouvelle-Zélande                | 32                              |                                 |                                 |                                 |                                 |    |  |                                 |                                 |
|  | Nouvelle-Zélande                | 32                              | Nouvelle-Zélande                | 12                              |                                 |                                 |    |  |                                 |                                 |
|  | 11 mai 2014 - 11 h 34 UTC±00:00 | 11 mai 2014 - 11 h 34 UTC±00:00 | Nouvelle-Zélande                | 12                              | Match pour la 3e place          | Match pour la 3e place          |    |  |                                 |                                 |
|  | 11 mai 2014 - 11 h 34 UTC±00:00 | 11 mai 2014 - 11 h 34 UTC±00:00 |                                 | Fidji                           | Match pour la 3e place          | Match pour la 3e place          | 10 |  |                                 |                                 |
|  | Samoa                           | 10                              | 11 mai 2014 - 16 h 37 UTC±00:00 | 11 mai 2014 - 16 h 37 UTC±00:00 |                                 |                                 | 10 |  |                                 |                                 |
|  | Samoa                           | 10                              | 11 mai 2014 - 16 h 37 UTC±00:00 | 11 mai 2014 - 16 h 37 UTC±00:00 |                                 |                                 |    |  |                                 |                                 |
|  | Fidji                           | 26                              |                                 | Angleterre                      | 26                              |                                 |    |  |                                 |                                 |
|  | Fidji                           | 26                              |                                 | Angleterre                      | 26                              |                                 |    |  |                                 |                                 |
|  |                                 |                                 |                                 |                                 |                                 |                                 |    |  | Fidji                           | 19                              |
|  |                                 |                                 |                                 |                                 |                                 |                                 |    |  | Fidji                           | 19                              |

#### Bowl
|  | Quarts de finale                | Quarts de finale                |                |    | Demi-finales                    | Demi-finales                    |  |  | Finale                          | Finale                          |
|  | Quarts de finale                | Quarts de finale                |                |    | Demi-finales                    | Demi-finales                    |  |  | Finale                          | Finale                          |
|  |                                 |                                 |                |    |                                 |                                 |  |  |                                 |                                 |
|  | 11 mai 2014 - 09 h 00 UTC±00:00 | 11 mai 2014 - 09 h 00 UTC±00:00 |                |    | 11 mai 2014 - 12 h 50 UTC±00:00 | 11 mai 2014 - 12 h 50 UTC±00:00 |  |  | 11 mai 2014 - 15 h 47 UTC±00:00 | 11 mai 2014 - 15 h 47 UTC±00:00 |
|  | 11 mai 2014 - 09 h 00 UTC±00:00 | 11 mai 2014 - 09 h 00 UTC±00:00 |                |    | 11 mai 2014 - 12 h 50 UTC±00:00 | 11 mai 2014 - 12 h 50 UTC±00:00 |  |  | 11 mai 2014 - 15 h 47 UTC±00:00 | 11 mai 2014 - 15 h 47 UTC±00:00 |
|  | Argentine                       | 31                              |                |    | 11 mai 2014 - 12 h 50 UTC±00:00 | 11 mai 2014 - 12 h 50 UTC±00:00 |  |  | 11 mai 2014 - 15 h 47 UTC±00:00 | 11 mai 2014 - 15 h 47 UTC±00:00 |
|  | Argentine                       | 31                              |                |    | 11 mai 2014 - 12 h 50 UTC±00:00 | 11 mai 2014 - 12 h 50 UTC±00:00 |  |  | 11 mai 2014 - 15 h 47 UTC±00:00 | 11 mai 2014 - 15 h 47 UTC±00:00 |
|  | Portugal                        | 0                               |                |    | 11 mai 2014 - 12 h 50 UTC±00:00 | 11 mai 2014 - 12 h 50 UTC±00:00 |  |  | 11 mai 2014 - 15 h 47 UTC±00:00 | 11 mai 2014 - 15 h 47 UTC±00:00 |
|  | Portugal                        | 0                               | Argentine      | 21 |                                 |                                 |  |  | 11 mai 2014 - 15 h 47 UTC±00:00 | 11 mai 2014 - 15 h 47 UTC±00:00 |
|  | 11 mai 2014 - 09 h 22 UTC±00:00 |                                 | Argentine      | 21 |                                 |                                 |  |  | 11 mai 2014 - 15 h 47 UTC±00:00 | 11 mai 2014 - 15 h 47 UTC±00:00 |
|  |                                 | Espagne                         | 14             |    |                                 |                                 |  |  | 11 mai 2014 - 15 h 47 UTC±00:00 | 11 mai 2014 - 15 h 47 UTC±00:00 |
|  | Espagne                         | Espagne                         | 14             | 26 |                                 |                                 |  |  | 11 mai 2014 - 15 h 47 UTC±00:00 | 11 mai 2014 - 15 h 47 UTC±00:00 |
|  | Espagne                         |                                 |                | 26 |                                 |                                 |  |  | 11 mai 2014 - 15 h 47 UTC±00:00 | 11 mai 2014 - 15 h 47 UTC±00:00 |
|  | États-Unis                      | 7                               |                |    |                                 |                                 |  |  | 11 mai 2014 - 15 h 47 UTC±00:00 | 11 mai 2014 - 15 h 47 UTC±00:00 |
|  | États-Unis                      | 7                               | Argentine      | 19 |                                 |                                 |  |  |                                 |                                 |
|  | 11 mai 2014 - 09 h 44 UTC±00:00 |                                 | Argentine      | 19 |                                 |                                 |  |  |                                 |                                 |
|  |                                 | Canada                          | 31             |    |                                 |                                 |  |  |                                 |                                 |
|  | Écosse                          | Canada                          | 31             | 19 |                                 |                                 |  |  |                                 |                                 |
|  | Écosse                          | 11 mai 2014 - 13 h 12 UTC±00:00 |                | 19 |                                 |                                 |  |  |                                 |                                 |
|  | Pays de Galles                  | 24                              |                |    |                                 |                                 |  |  |                                 |                                 |
|  | Pays de Galles                  | 24                              | Pays de Galles | 14 |                                 |                                 |  |  |                                 |                                 |
|  | 11 mai 2014 - 10 h 06 UTC±00:00 |                                 | Pays de Galles | 14 |                                 |                                 |  |  |                                 |                                 |
|  |                                 | Canada                          | 17             |    |                                 |                                 |  |  |                                 |                                 |
|  | Canada                          | Canada                          | 17             | 21 |                                 |                                 |  |  |                                 |                                 |
|  | Canada                          |                                 |                | 21 |                                 |                                 |  |  |                                 |                                 |
|  | Japon                           | 19                              |                |    |                                 |                                 |  |  |                                 |                                 |
|  | Japon                           | 19                              |                |    |                                 |                                 |  |  |                                 |                                 |

### Matchs de classement

#### Plate
|  | Demi-finales                    | Demi-finales                    |       |    | Finale                          | Finale                          |
|  | Demi-finales                    | Demi-finales                    |       |    | Finale                          | Finale                          |
|  |                                 |                                 |       |    |                                 |                                 |
|  | 11 mai 2014 - 13 h 34 UTC±00:00 | 11 mai 2014 - 13 h 34 UTC±00:00 |       |    | 11 mai 2014 - 16 h 12 UTC±00:00 | 11 mai 2014 - 16 h 12 UTC±00:00 |
|  | 11 mai 2014 - 13 h 34 UTC±00:00 | 11 mai 2014 - 13 h 34 UTC±00:00 |       |    | 11 mai 2014 - 16 h 12 UTC±00:00 | 11 mai 2014 - 16 h 12 UTC±00:00 |
|  | France                          | 19                              |       |    | 11 mai 2014 - 16 h 12 UTC±00:00 | 11 mai 2014 - 16 h 12 UTC±00:00 |
|  | France                          | 19                              |       |    | 11 mai 2014 - 16 h 12 UTC±00:00 | 11 mai 2014 - 16 h 12 UTC±00:00 |
|  | Kenya                           | 28                              |       |    | 11 mai 2014 - 16 h 12 UTC±00:00 | 11 mai 2014 - 16 h 12 UTC±00:00 |
|  | Kenya                           | 28                              | Kenya | 14 |                                 |                                 |
|  | 11 mai 2014 - 13 h 56 UTC±00:00 |                                 | Kenya | 14 |                                 |                                 |
|  |                                 | Afrique du Sud                  | 38    |    |                                 |                                 |
|  | Afrique du Sud                  | Afrique du Sud                  | 38    | 24 |                                 |                                 |
|  | Afrique du Sud                  |                                 |       | 24 |                                 |                                 |
|  | Samoa                           | 17                              |       |    |                                 |                                 |
|  | Samoa                           | 17                              |       |    |                                 |                                 |

#### Shield
|  | Demi-finales                    | Demi-finales                    |            |    | Finale                          | Finale                          |
|  | Demi-finales                    | Demi-finales                    |            |    | Finale                          | Finale                          |
|  |                                 |                                 |            |    |                                 |                                 |
|  | 11 mai 2014 - 12 h 06 UTC±00:00 | 11 mai 2014 - 12 h 06 UTC±00:00 |            |    | 11 mai 2014 - 15 h 22 UTC±00:00 | 11 mai 2014 - 15 h 22 UTC±00:00 |
|  | 11 mai 2014 - 12 h 06 UTC±00:00 | 11 mai 2014 - 12 h 06 UTC±00:00 |            |    | 11 mai 2014 - 15 h 22 UTC±00:00 | 11 mai 2014 - 15 h 22 UTC±00:00 |
|  | Portugal                        | 7                               |            |    | 11 mai 2014 - 15 h 22 UTC±00:00 | 11 mai 2014 - 15 h 22 UTC±00:00 |
|  | Portugal                        | 7                               |            |    | 11 mai 2014 - 15 h 22 UTC±00:00 | 11 mai 2014 - 15 h 22 UTC±00:00 |
|  | États-Unis                      | 45                              |            |    | 11 mai 2014 - 15 h 22 UTC±00:00 | 11 mai 2014 - 15 h 22 UTC±00:00 |
|  | États-Unis                      | 45                              | États-Unis | 36 |                                 |                                 |
|  | 11 mai 2014 - 12 h 28 UTC±00:00 |                                 | États-Unis | 36 |                                 |                                 |
|  |                                 | Japon                           | 12         |    |                                 |                                 |
|  | Écosse                          | Japon                           | 12         | 19 |                                 |                                 |
|  | Écosse                          |                                 |            | 19 |                                 |                                 |
|  | Japon                           | 26                              |            |    |                                 |                                 |
|  | Japon                           | 26                              |            |    |                                 |                                 |

## Bilan
Statistiques sportives
- Meilleur marqueur du tournoi : Seabelo Senatla ( Afrique du Sud) avec 65 points[4]
- Meilleur marqueur d'essais du tournoi : Seabelo Senatla ( Afrique du Sud) avec 13 essais[4]

Affluences
Le premier jour du tournoi a accueilli 74 969 spectateurs, ce qui constitue un record pour une étape de l'IRB sevens world series